# Larry Flynt

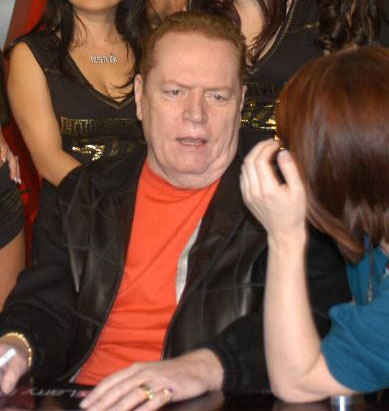
Larry Flynt, 2007

Larry Claxton Flynt, Jr. (Salyersville, 1 november 1942 – Los Angeles, 10 februari 2021) was een Amerikaans tijdschriftuitgever.
Flynt was het hoofd van Larry Flynt Publications (LFP), een uitgeverij die meer dan twintig pornografische tijdschriften uitgeeft, waaronder het pornoblad Hustler, met een jaarlijkse omzet van rond de 150 miljoen dollar. In 2001 verklaarde hij een vermogen van 400 miljoen dollar te hebben.
In de loop van zijn leven heeft hij verscheidene rechtszaken gevoerd met betrekking tot het Eerste amendement van de Grondwet van de Verenigde Staten (dat gaat onder andere over de vrijheid van meningsuiting), onder meer vanwege een seksuele parodie op de bekende Amerikaanse tv-dominee Jerry Falwell (laatstgenoemde zaak kwam uiteindelijk voor het Hooggerechtshof en werd door Flynt gewonnen).
Flynt heeft zich meerdere keren politiek geprofileerd; zo was hij in 1984 korte tijd Republikeins presidentskandidaat waarin hij het opnam tegen zittend president Ronald Reagan. Deze partijkeuze was uitzonderlijk omdat hij eigenlijk Democraat is.
Eind jaren zeventig was hij door toedoen van Ruth Carter Stapleton, een zus van de Democratische president Jimmy Carter, een jaar lang het christelijk geloof toegedaan. Later verklaarde hij atheïst te zijn.
Op 6 maart 1978 werd hij door Joseph Paul Franklin onder vuur genomen. Als gevolg daarvan raakte hij vanaf zijn middel verlamd; sindsdien was hij aangewezen op een rolstoel. Hij had bovendien aanhoudend ernstige pijn en raakte verslaafd aan pijnstillers totdat de aangedane zenuwen middels een aantal operaties uitgeschakeld werden. Franklin verklaarde later dat hij Flynt wilde ombrengen omdat hij uiterst verontwaardigd was over een fotoserie met interraciale seks in Flynts tijdschrift Hustler. Flynt was manisch-depressief.
Flynt was in totaal vijf keer getrouwd, de langste periode met Althea Flynt die later aids kreeg en in 1987 in een badkuip verdronk (waarschijnlijk door een overdosis heroïne).
Zijn oudste dochter Tonya Flynt-Vega werd door hem onterfd omdat ze een christelijke activiste tegen pornografie werd.
Zijn leven is verfilmd in de film The People vs. Larry Flynt uit 1996 waarin de Amerikaanse acteur Woody Harrelson Larry Flynt speelt. Flynt speelt in deze film zelf een bijrol als rechter. Critici menen dat de film een rooskleurig en niet zo waarheidsgetrouw beeld van hem geeft.
Flynt werd 78 jaar oud.

## Onderscheidingen
- AVN Hall of Fame
- XRCO Hall of Fame